# Libretto di ricognizione
Il libretto di ricognizione è un documento contenente informazioni sul personale addetto ai servizi portuali ed alle costruzioni navali, analogo al libretto di navigazione che viene rilasciato al personale navigante.
Ai sensi del Codice della navigazione italiano e del relativo Regolamento di attuazione (DPR 328/1952), il documento viene rilasciato dalla Capitaneria di porto competente all'atto dell'iscrizione nei registri tenuti dalla stessa autorità per:
- sommozzatori e palombari in servizio locale (oggi denominati operatori tecnici subacquei)
- ormeggiatori e barcaioli

L'iscrizione nei registri è subordinata alla verifica del possesso dei requisiti formativi e psico-fisici (visite mediche da parte dei competenti SASN) .